# Microsoft Sans Serif
Microsoft Sans Serif es una tipografía sans-serif introducida en las primeras versiones de Microsoft Windows. Es la sucesora de MS Sans Serif, anteriormente Helv, una fuente de mapa de bits proporcional introducida en Windows 1.0. Ambas tipografías tienen un diseño muy similar al de Arial y Helvética. La tipografía se diseñó para coincidir con el mapa de bits de MS Sans incluido en las primeras versiones de Microsoft Windows.

## Historia
Microsoft Sans Serif's predecessor is Helv (a shortened form of Helvetica), a bitmap font included with Windows 1.0 and later. In Windows 3.1, the bitmap font was renamed MS Sans Serif. "Helv" is still a valid alias for MS Sans Serif. OS/2 and its successor ArcaOS still name the font "Helv".
MS Sans Serif es la fuente predeterminada del sistema en Windows 3.0, Windows 3.1, Windows 95, Windows NT 4.0, Windows 98 y Windows ME. Se le añadió el símbolo del euro para Windows 98. MS Sans Serif está disponible en los tamaños de fuente 8, 10, 12, 14, 18 y 24. Al cambiar la configuración de DPI en Windows 95 o posterior, Windows carga una fuente MS Sans Serif diferente, conocida históricamente como la variante "8514", que añade tamaños de 23 y 30 puntos (versiones de alta resolución de 18 y 24, respectivamente)..  Además, de acuerdo con las cadenas ocultas en el archivo .FON (en la variante raster/mapa de bits original), se ve que la fuente fue diseñada por Microsoft Corporation en 1987 (tamaños de fuente 8, 10, 12 y también una parte de la versión 8514/a), también en 1985 por Xiphias, Los Ángeles, CA (tamaños de fuente 14, 18, 24), también la versión 8514 contiene tipos de letra diseñados por Bitstream Inc. en 1989.

## Descripción
Microsoft Sans Serif es una fuente TrueType diseñada como una variante vectorizada y compatible con el sistema métrico de MS Sans Serif, distribuida con Windows 2000 y versiones posteriores. Esta fuente también contiene la mayoría de los glifos incluidos con cualquier versión de Windows hasta Windows Vista, excluyendo las fuentes compatibles con ideogramas de Asia Oriental. El nombre de la fuente PostScript es MicrosoftSansSerif.
A pesar de ser un reemplazo vectorizado, presenta sutiles cambios de diseño. Un ejemplo es la R mayúscula: mientras que en la fuente original MS Sans Serif se diseñaba al estilo de Helvética, en Microsoft Sans Serif se convierte en un punto intermedio entre Helvética y la diagonal descendente recta de Arial; la diagonal descendente se curva en la parte superior y es una diagonal recta en la inferior. Otros ejemplos incluyen la cola de la a minúscula, que se acorta a un asta vertical; la parte superior de la asta de la f minúscula se curva hacia abajo en lugar de horizontal; el gancho de las diagonales descendentes de la y y la j minúsculas se curva hacia arriba; y los trazos en el centro del dígito 8, que se intersecan en un ángulo diferente.
La versión 1.10 de la fuente incluye 1119 glifos (1209 caracteres, 26 bloques) y es compatible con los rangos Unicode: formas de presentación alfabéticas, árabe, formas de presentación árabe A-B, cirílico, puntuación general, griego y copto, hebreo, latín extendido A, latín extendido B, latín extendido adicional, operadores matemáticos y tailandés. Las páginas de códigos compatibles incluyen 1250-1258, Macintosh US Roman, 874, 864, 862 y 708. La fuente se suaviza de 0 a 6 puntos, se insinúa de 7 a 14 puntos, y se insinúa y suaviza a partir de 15 puntos. Las funciones OpenType incluyen init, isol, medi, fina y liga para la escritura árabe predeterminada.
La versión 1.41 (incluida con Windows XP SP2) incluye 2257 glifos (2301 caracteres, 28 bloques), que ampliaron los rangos Unicode para incluir la combinación de signos diacríticos, símbolos monetarios, suplemento cirílico, formas geométricas, griego extendido, extensiones AFI, formas numéricas y letras modificadoras de espaciado. Las nuevas escrituras OpenType incluyen la escritura árabe MAR. Entre las funciones adicionales de OpenType se incluye rlig para escrituras árabes.
La versión 5.00 (incluida con Windows Vista y Windows Server 2008) incluye 3053 glifos (2788 caracteres, 36 bloques), que ampliaron los rangos Unicode para incluir el suplemento árabe, el suplemento de combinación de marcas diacríticas, las medias marcas combinadas, el latín extendido-C, el latín extendido-D, las extensiones fonéticas, el suplemento de extensiones fonéticas, los especiales, los superíndices y los subíndices. Los nuevos scripts OpenType incluyen el URD árabe (urdu), el cirílico (predeterminado), el hebreo (predeterminado), el latín (predeterminado, rumano) y el tailandés (predeterminado). Otras funciones OpenType incluyen: ccmp, mark, mkmk para scripts árabes; locl para scripts URD árabe (urdu); mark, mkmk para el cirílico predeterminado; dlig, ccmp, mark para el hebreo predeterminado; ccmp, mark, mkmk para scripts latinos; locl para latín rumano; ccmp, mark, mkmk para tailandés.
MS Sans Serif recibió un número PANOSE que indica que tiene serifas "entalladas", mientras que el número PANOSE para Microsoft Sans Serif indica que es una fuente sin serifa.
Los glifos de Microsoft Sans Serif también se utilizan en la tipografía Kartika.

## Sistemas operativos que no son de Microsoft
El 16 de octubre de 2007, Apple anunció en su sitio web que la próxima versión de Mac OS X v10.5 ("Leopard") incluiría Microsoft Sans Serif. Leopard también incluye otras fuentes que antes eran exclusivas de Microsoft, como Tahoma, Arial Unicode y Wingdings. Microsoft Sans Serif se ha incluido en todas las versiones de macOS desde entonces.
Las versiones comerciales de la fuente se venden a través de Ascender Corporation.